# Samer Omar
Samer Haj-Omar Wade (Veracruz, México, 20 de enero de 1992) es un futbolista mexicano de ascendencia Siria.

## Clubes
| Club                        | País   | Año             |
| --------------------------- | ------ | --------------- |
| Tiburones Rojos de Veracruz | México | 2012 - Presente |

- Datos: Q6118053